# Тоннель Холланда
Тоннель Холланда (англ. Holland Tunnel) — один из первых подводных автомобильных тоннелей.
Находится под рекой Гудзон, связывает Кеннел-стрит на Манхэттене с 12-й и 13-й улицами Джерси-сити (штат Нью-Джерси). Построен компанией Pennsylvania Railroad (PRR). Пущен в эксплуатацию 13 ноября 1927 года. Длина — 2,7 км. Максимальная глубина залегания — 28,5 м под уровнем воды. 84 мощных вентилятора каждые 90 секунд полностью обновляют в нём воздух. В 1927 году его назвали в честь главного инженера проекта Клиффорда Милберна Холланда (англ. Clifford Milburn Holland), не дожившего до завершения строительства.

Интерьер тоннеля в 1985 году